# Tessa Ganserer

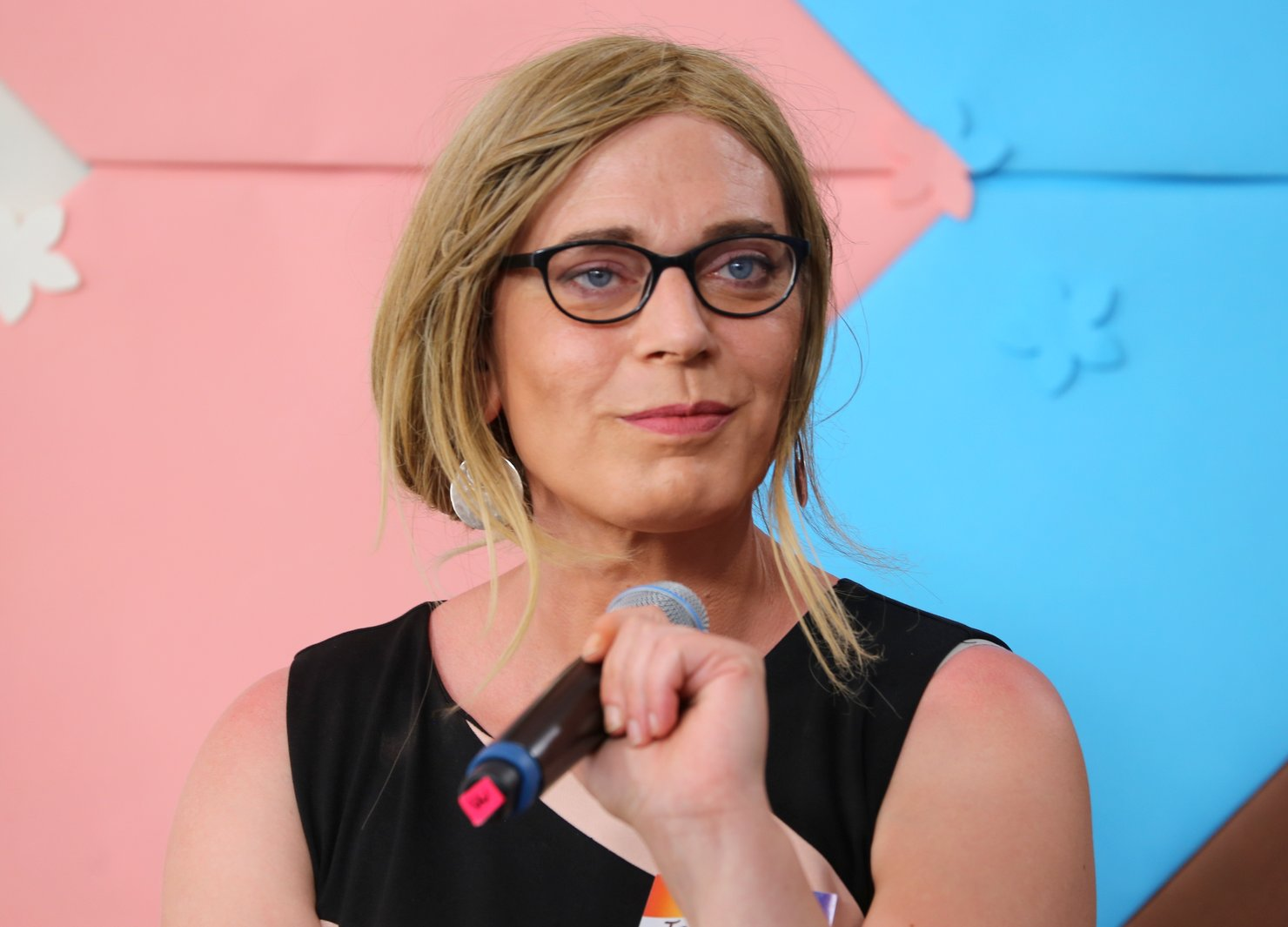
Tessa Ganserer (2021)

Tessa Ganserer (* 16. Mai 1977 in Zwiesel; ursprünglicher Name Markus Ganserer) ist eine deutsche Politikerin (Bündnis 90/Die Grünen) und war von 2021 bis 2025 Mitglied des Deutschen Bundestages. Zuvor gehörte sie von 2013 bis 2021 dem Bayerischen Landtag an. 2018 war sie die erste Abgeordnete in Deutschland, die ihre Transidentität publik machte.
Bei Ganserer und Nyke Slawik handelt es sich um die ersten offen lebenden Transfrauen im Bundestag. Valerie Wilms, die bereits von 2009 bis 2017 Mitglied des Bundestags war, outete sich erst 2025. 

## Biografie
Ganserer wuchs in Zwiesel auf; die Mutter war Hausfrau, der Vater arbeitete am Fließband bei Zwiesel Kristallglas. Ganserer absolvierte nach dem Hauptschulabschluss 1995 eine Berufsausbildung zur Forstwirtin. Danach folgten der Besuch der Berufsoberschule, der Zivildienst und eine berufliche Tätigkeit im Garten- und Landschaftsbau. Ganserer studierte von 2000 bis 2005 an der Fachhochschule Weihenstephan Wald- und Forstwirtschaft mit Abschluss Diplom-Ingenieur (FH) und war von 2005 bis 2013 für den Landtagsabgeordneten Christian Magerl (Grüne) tätig.
Sie ist seit 2001 mit Ines Eichmüller liiert und seit 2013 verheiratet. Eichmüller erfuhr erst nach der Heirat von Ganserers Transidentität und akzeptierte sie. Das Paar hat zwei Söhne. Viele Jahre vor dem Publikmachen fühlte Ganserer sich als Frau. Im November 2018 machte sie ihre Transidentität öffentlich bekannt.

## Namensänderung
Ganserer gab im Januar 2019 bekannt, künftig als Frau unter dem Namen Tessa Ganserer zu leben. Die Landtagspräsidentin Ilse Aigner (CSU) erklärte dazu, dass sie Ganserer – unabhängig vom rechtlichen Status – als Frau behandeln werde. In der folgenden Landtagssitzung am 23. Januar informierte Aigner im Plenum die Abgeordneten über die Änderung und bat „sehr darum, Frau Ganserer im persönlichen Gespräch als Frau anzusprechen. Schreiben sollen an ‚Markus (Tessa) Ganserer‘ adressiert werden, wobei die explizite Anrede ‚Herr‘ nicht angezeigt ist.“ Aigner berief sich darauf, dass noch „rechtliche Notwendigkeiten zu berücksichtigen“ seien, „über die wir uns nicht hinwegsetzen können“. Die notwendigen rechtlichen Schritte zur Änderung des Personenstands habe Ganserer bereits eingeleitet. Das vorgeschlagene Vorgehen sei im Sinne der Rechtsprechung des Bundesverfassungsgerichtes. Vor allen Dingen sei es aber ein Weg, „der Frau Ganserers Würde und ihr Grundrecht auf freie Entfaltung der Persönlichkeit achtet“.
Im August 2019 erklärte Ganserer, dass sie sich dem im Transsexuellengesetz festgelegten weiteren Verfahren für eine rechtliche Namensänderung und für die Personenstandsänderung verweigern werde: „Ich werde mich nicht vor einen Richter stellen, um mir intimste persönliche Fragen zu meinen frühkindlichen Erlebnissen, meinen sexuellen Präferenzen und Partnerinnen gefallen lassen, damit er für diesen Staat entscheiden kann, dass ich die Frau bin, die ich schon immer war.“ Im Geburtenregister blieben deshalb zunächst der Eintrag „männlich“ und der Geburtsvorname bestehen.
In den amtlichen Dokumenten des Bayerischen Landtages wurde zumindest bis Februar 2020 eine Formulierung nach dem Schema Familienname alter Vorname (neuer Vorname) verwendet. In den Dokumenten seit Anfang Juli 2020 und auf der Personenseite wird Ganserer ausschließlich mit ihrem weiblichen Vornamen Tessa geführt. Die Zulassung für die Bundestagswahl 2021 im Kreiswahlausschuss erfolgte als „Markus (Tessa) Ganserer, Försterin, MdL“.
Am 1. August 2024 meldete Ganserer die Änderung des Vornamens und Geschlechtseintrags beim Standesamt Zwiesel an, um sie nach der vorgeschriebenen dreimonatigen Wartezeit am Tag des Inkrafttretens des neuen Selbstbestimmungsgesetzes, dem 1. November, wirksam werden zu lassen.

## Politik

### Parteilaufbahn
Ganserer gehört Bündnis 90/Die Grünen seit 1998 an und kandidierte 2008 erstmals für den Bayerischen Landtag. Bei der Landtagswahl in Bayern 2013 trat sie im Stimmkreis Nürnberg-Nord an, erreichte mit 13,6 Prozent der Erststimmen nur den dritten Platz, erhielt aber über die Wahlkreisliste der Grünen trotzdem ein Mandat. Sie war in der 17. Wahlperiode (2013 bis 2018) ordentliches Mitglied des Bayerischen Landtags und in den Landtagsausschüssen Fragen des öffentlichen Dienstes und Ausschuss für Wirtschaft und Medien, Infrastruktur, Bau und Verkehr, Energie und Technologie. Sie war von 2014 bis 2018 in die Enquete-Kommission Gleichwertige Lebensverhältnisse in ganz Bayern berufen und betreute die Mobilitäts- und Forstpolitik der Grünen-Fraktion. Von 2013 bis 2021 war Ganserer Mitglied im Ausschuss für Fragen des öffentlichen Dienstes und von 2008 bis November 2018 war sie Bezirksvorstand der Grünen von Mittelfranken.
Von 2018 bis 2021 war sie queerpolitische Sprecherin der grünen Landtagsfraktion und LGBTIQ-aktivistische Politikerin.
Bei der Landtagswahl in Bayern 2018 erhöhte sie – wiederum im Stimmkreis Nürnberg-Nord – mit 25,9 Prozent ihren Stimmenanteil stark, errang jedoch erneut kein Direktmandat. Sie zog auch diesmal über die mittelfränkische Wahlkreisliste der bayerischen Grünen in den Landtag ein.
Zur Bundestagswahl 2021 kandidierte Ganserer im Bundestagswahlkreis Nürnberg-Nord für das Direktmandat und zog über den Landeslistenplatz 13 in den Deutschen Bundestag ein. Ihr Mandat für den Bayerischen Landtag legte sie nieder, so dass Elmar Hayn nachrücken konnte.

### Abgeordnetentätigkeit
Sie war ordentliches Mitglied im Ausschuss für Umwelt, Naturschutz, nukleare Sicherheit und Verbraucherschutz des Deutschen Bundestags, stellvertretendes Mitglied im Ausschuss für Ernährung und Landwirtschaft sowie im Ausschuss für Gesundheit.
Ihre erste Bundestagsrede hielt Tessa Ganserer am 17. Februar 2022 während einer Beratung zur Einsetzung eines Parlamentarischen Beirates für nachhaltige Entwicklung. Sie sprach zum Thema Nachhaltigkeit in der Forstwirtschaft und Nachhaltigkeitspolitik der Bundesregierung auf parlamentarischer Ebene. Ganserer betonte insbesondere die Notwendigkeit für ein schnelles Handeln zum Klimaschutz und stellte fest, „dass das Nichtstun auf Dauer deutlich teurer wird, als jetzt die notwendigen Klimaschutzmaßnahmen zu ergreifen“.
Im Oktober 2024 kündigte Ganserer an, bei der Bundestagswahl 2025 nicht mehr anzutreten, und begründete dies mit „menschenverachtendem Hass“, der ihr als Transfrau entgegengebracht worden sei.

## Politische Positionen
Schwerpunkt von Ganserers Arbeit ist die Umweltpolitik; dabei vertritt sie die Ansicht, dass der Erhalt der ökologischen Vielfalt zentral für die Sicherung der Lebensgrundlagen ist. Ein weiteres Anliegen ist die Einbringung von queeren Themen auf parlamentarischer Ebene.
Ganserer bezeichnete das Transsexuellengesetz als Menschenrechtsverletzung und forderte, es durch ein Selbstbestimmungsgesetz zu ersetzen. Des Weiteren fordert sie eine Reformierung des Abstammungsrechts und setzt sich für die Schaffung eines Aktionsplans für Vielfalt und die institutionelle Förderung von Akzeptanz ein. Ganserers Arbeit richtet sich außerdem auf die Erneuerung des Allgemeinen Gleichbehandlungsgesetzes. Ihrer Ansicht nach ist dies eine Notwendigkeit für queere Menschen, für behinderte Menschen und Menschen mit Migrationshintergrund.